# Сурские Вершины
Сурские Вершины — село в составе Ленинского городского поселения Барышского района Ульяновской области. 

## География
Находится на реке Сура на расстоянии 31 км на юг-юго-запад по прямой от районного центра города Барыш.                                                                                                                                                                                                                                                              

## История
В 1913 году в селе было учтено 73 двора и 505 жителей, церковь и школа. В 1990-е годы работал СПК "VI съезд Советов".                                                                                                                                                                                                                                      

## Население
Постоянное население составляло 132 человека в 2002 году (94% русские), 77 по переписи 2010 года.

## Достопримечательности
- Охотничий заказник «Сурские вершины»[4].
- Исток реки Сура

## Видео
- Село Сурские Вершины / Исток Суры / Ульяновская область (22.07.2023)